# قورباغه‌های زمینی استرالیا
قورباغه‌های زمینی استرالیا (نام علمی: Myobatrachidae) نام یک تیره از راسته قورباغه است.